# قبة هامبورغ السماوية

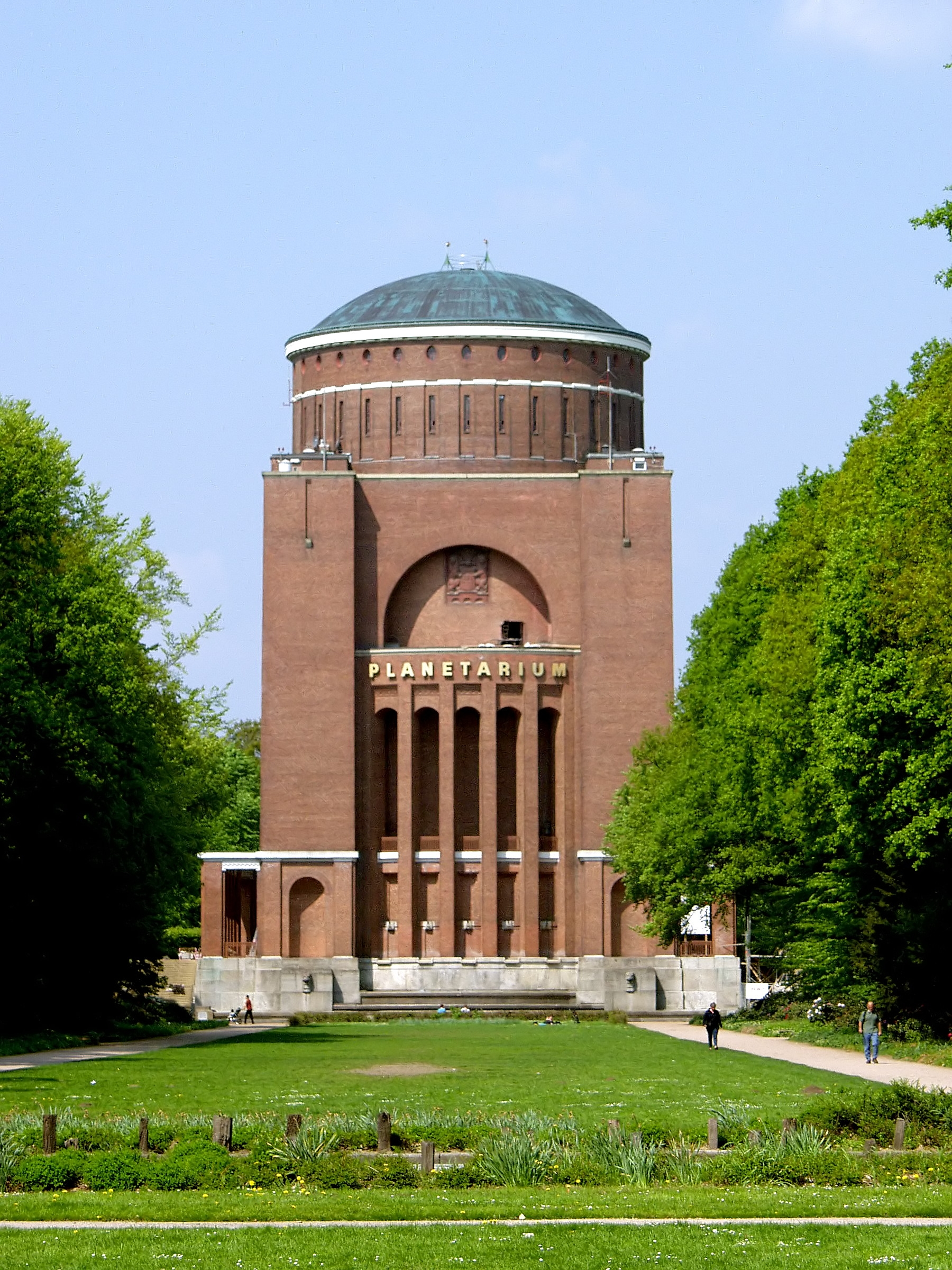
بلانيتاريوم هامبورغ

قبة هامبورغ السماوية  (بالألمانية: Planetarium Hamburg ) هي دار عرض لنجوم السماء على صفحة قبة يجلس تحتها المشاهدون ؛ تشبه دار السينما. بنيت القبة في منتزه هامبورغ بألمانيا في عام 1930 ، قد بنيت تحت خزان المياه للمدينة . ومنذ القبة السماوية فهي تتجدد باستمرار عن طريق تحسين التقنية المستخدمة في العرض ، وتجذب نحو 300.000 مشاهد كل سنة لمشاهدة عروضها وبرامجها .
 
القبة وبرج خزان الماء هما إحدى معالم مدينة هامبورغ ، وهي تقع بالقرب من القنصلية العامة المصرية بهامبورغ، في حي ونترهوده.

## برج المياه والقبة
بني البرج الذي يبلغ ارتفاعه 65 متر في الأعوام 1912-1915 كبرج لخزان المياه ، ولكنه عمل في تخزين المياه للمدينة حتى عام 1924. وبدأ تطوير البناء لاحتواء صالة العرض للقبة السماوية في عام 1929 تحت إشراف المهندس المعماري «هانز لووب». استغل خزان المياه المشكل في هيئة أسطوانة وقبة ، وهي صالة بقطر 22 متر . وتم تقسيم الخزان إلى جزئين : الجزء العلوي لصالة القبة والجزء السفلي يستخدم لشراء تذاكر الدخول وصالة اجتماعات ومعرض. انتهى بناء صالة القبة السماوية في 30 أبريل 1930.

## تقنية صالة العرض

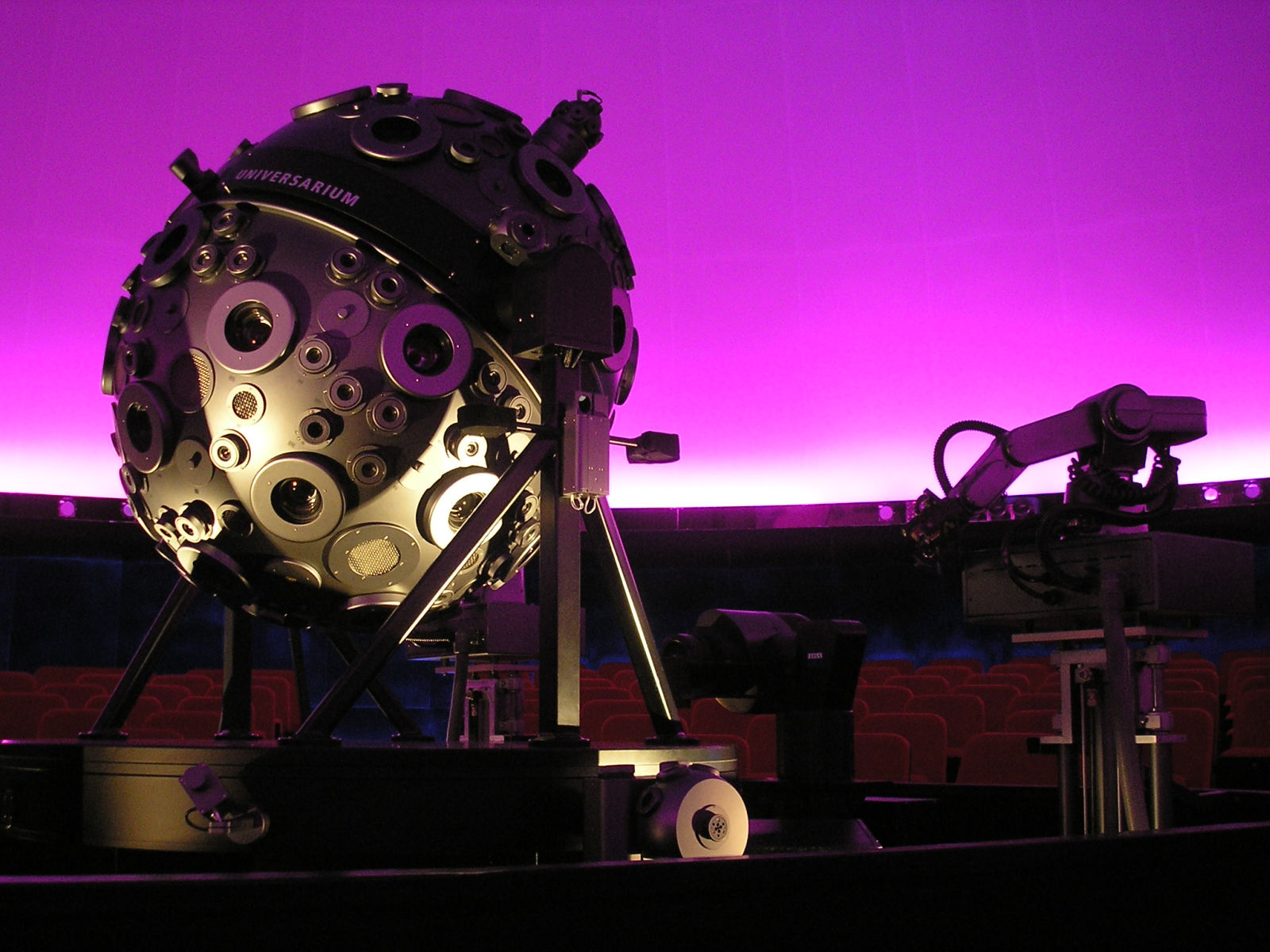
جهاز العرض السماوي (2006) ويقع تحت القبة.

وقت افتتاح صالة العرض في عام 1930 حصلت مدينة هامبورغ على جهاز عرض ضوئي خاص من «شركة كارل سايس للبصريات» ، والجهاز من نوع Modell II ، من أوائل الأجهزة التي كانت الشركة تنتجها لهذا الغرض. وعمل هذا الجهاز الأول حتى عام 1957 ؛ حيث استبدل بجهاز متطور وهو من طراز Modell IV-Planetarium . عمل هذا الجهاز الجديد مدة 25 سنة حتى عام 1983 ، ثم استبدل هو الآخر بالطراز VI الذي يتكون من كرتين للعرض الضوئي.

## تطور التشغيل
في البداية كانت الإدارة تحت رعاية الإدارة التعليمية لمدينة هامبورغ ، وقامت عروض القبة السماوين 
بعمل كبير في توعية التلاميذ بالمعلومات الفلكية. ولهذا كان البرنامج حتى التسعينيات يفرق بين عرض للتلاميذ في مجموعات و عرض للجمهور العام . وأثناء احتلال الحلفاء لألمانيا بعد الحرب العالمية الثانية أصبحت إدارة الصالة موكلا لإدارة الثقافة والتعليم في هامبورغ.
تطور تشغيل صالة العرض عندما وكلت الإدارة إلى «إيريش أوبلاكر» الذي قام بتوسيع برامج العرض ، بضمه محاضرات من أخصائيين وفلكيين ، ومحاضرات لمديري قبب سماوية أخرى وباحثين في علم الفلك. 
في نهاية اليبعينيات من القرن الماضي بدأت تجارب فيها بوسائل أعلامية متعددة ، فكانت عروضا لا دخل فيها لعرض النجوم وإنما كانت حفلات موسيقية مدعومة بعروض صوتية وضوئية . وبعد ذلك نجح عرض الأوركسترا فيها للموسيقى الكلاسيكية التي كان يتبعها عرضا لنجوم السماء.
شهد العرض تغيرات واستحداثات متعددة عبر مدة التشغيل ، أخر تعديل لها تم في عام 2003 . قامت مصانع كارل زايس التقنيات الخاصة بأجهزة العرض على مدى الأعوام. القائمة التالية تعطي التطورات المستحدثة بين الأعوام 1930 - 2003:
| قائمة تشغيل الأجهزة في قبة هامبورغ السماوية 1930 - 2003 | قائمة تشغيل الأجهزة في قبة هامبورغ السماوية 1930 - 2003 | قائمة تشغيل الأجهزة في قبة هامبورغ السماوية 1930 - 2003 | قائمة تشغيل الأجهزة في قبة هامبورغ السماوية 1930 - 2003 | قائمة تشغيل الأجهزة في قبة هامبورغ السماوية 1930 - 2003 |
| السنة                                                   | 1930                                                    | 1957                                                    | 1983                                                    | 2003                                                    |
| ------------------------------------------------------- | ------------------------------------------------------- | ------------------------------------------------------- | ------------------------------------------------------- | ------------------------------------------------------- |
| طراز جهاز العرض                                         | Mark II                                                 | Mark IV                                                 | Mark VI                                                 | Mark IX                                                 |
| قطر القبة                                               | 21 متر                                                  | 21 متر                                                  | 21 متر                                                  | 20.8 متر                                                |
| عدد الكراسي                                             | 360                                                     | 300                                                     | 270                                                     | 254                                                     |

## الاستخدام الحالي
تقع قبة هامبورغ السماوية في سط المدينة ويسهل لوصول إليها بالواصلات العامة.

### برامج عرض نجوم السماء يوميا
تولى المدير الجديد «توماس راوبه» الإدارة في عام 2000 وبدأ بتغيير البرامج المقدمة ، وتبع ذلك إدخال تعديلات وتحسينات في البناء في العامين 2002 / 2003 . وانتهى الفصل بين العروض الخاصة بتلاميذ المدارس والعروض الخاة للجمهور . وارتفع عدد العروض المقدمة للجمهور والتلاميذ ، بحيث كانت بعذ المواضيع الخاصة تعرض ثلاثة مرات في الأسبوع ، وتستمر لعدة أشهر. وتكمل تلك الأنشطة المحاضرات التي يقوم بها مختصون و الحفلات الموسيقية . وتقديم تلك العروض يزداد بصفة خاصة في العكلات الأسبوعية وفي المساء ، حتى أنه في بعض الأيام يتم العرض نحو عشرة مرات .

### منصة لمشاهدة المدينة
توجد في أعلى البرج منصة للزائرين في الطابق الثامن ويمكن الوصول إليها بالسلم أو الأسانسير. يستطيع المشاهد رؤية هامبورغ كلها من العال ، فيرى أبراج كنائس المدينة ، و مبنى الأوبرا الجديد «إلب فيلهارموني» ، ومطار هامبورغ ، ومنتزه هامبورغ ، وبرج هامبورغ الشهير، وغيرها.

## اقرأ أيضا
- قبة يينا السماوية
- قبة أدلر السماوية
- قبة كارل زايس السماوية بشتوتجارت
- أسطرلاب
- ساعة فلكية
- قبة فلكية
- قبة سماوية
- قائمة القبب السماوية في ألمانيا